# Jacoby Shaddix
Jacoby Dakota Shaddix (n. 28 iulie 1976, Mariposa, California, SUA) este un cântăreț, compozitor, rapper și prezentator TV american. El este cel mai bine cunoscut ca membru fondator și solistul original al formației rock din California, Papa Roach, de la formarea trupei în 1993.
Shaddix a fost gazda emisiunii MTV Scarred pentru întreg ciclul emisiunii, prezentând ambele sezoane și toate cele 20 de episoade ale emisiunii, care s-au întins între 10 aprilie și 18 septembrie 2007. Shaddix avea să părăsească show-ul în cele din urmă din cauza cererilor de turneu cu Papa Roach. Numele show-ului a fost bazat pe melodia lui Papa Roach „Scars”.
Shaddix este unul dintre coproprietarii unei linii de îmbrăcăminte de inspirație rock cu designerul Jeff Henry, numită „Lovers Are Lunatics”, cu accentul fiind descris ca „pentru a crea un brand care să reprezinte comunitatea rock și să-și prezinte viziunea creativă unică”.